# Misandri
| Misandri |
| --- |
| - Betydelse – hat eller stark aversion mot män - Förekomst – omdiskuterad - Relaterade begrepp – misogyni (hat mot kvinnor), manschauvinism och kvinnochauvinism (tankarna att män resp. kvinnor är bättre än det motsatta könet), sexism |

Misandri eller manshat betecknar hat eller starka aversioner mot män. Det kan även syfta på en rädsla och allmän ilska emot män och deras privilegier. Ordet härstammar från grekiskans misos (hat) och andros (man). Misandri tillskrivs oftast kvinnor men förekommer även hos män.

## Historik

### Tidig utveckling
I slutet av 1900-talet öppnades allt fler tidigare könsseparatistiska utbildningsinstitutioner i bland annat USA för sökande av båda könen. Kritiken mot denna utveckling började på vissa håll beskrivas (på engelska) som misandrosy. Senare har misandry, ett ord som introducerades i engelsk skrift redan 1878, kommit att bli den dominerande stavningsvarianten. I engelsk skrift användes ordet sällan fram till 1960-talet, och användningen ökade märkbart i början av 1990-talet samt under åren kring 2010.
Forskare som Warren Farrell och Charlotte Hays hävdar att förekomsten av misandri har ökat kraftigt sedan slutet av 1980-talet, genom att feministiska tankegångar fått större genomslag i den allmänna debatten. Flera kända feministiska förespråkare har genom karriären uttryckt sig mer eller mindre antagonistiskt mot män, vilket uppmärksammats som grundlösa beskyllningar och kopplats samman med en partisk attityd. Marilyn French kallade män för "fienden", medan Germaine Greer skrev att "kvinnor har ingen aning om hur mycket män hatar kvinnor". Betty Friedan refererade för sin del till familjelivet i förorten som "ett bekvämt koncentrationsläger" för kvinnor, samtidigt som Rosalind Miles beskrev män som "dödens kön".

### Efter millennieskiftet
Andra menar att misandri är en verifierbar social patologi på individnivå men är skeptiska till bredare slutsats om fenomenet. Misandrin och diskussionen om dess utbredning har dock fått större genomslag under 2010-talet, parallellt med framväxten av den fjärde vågens feminism. Under denna feministiska våg har debatten och det offentliga motståndet mot patriarkatet vuxit sig starkt, och i vissa feministiska läger sätts likhetstecken mellan patriarkatet och män som patriarkatets handgångna. Vissa (radikal)feminister hävdar att deras manshat endast är en förståelig reaktion på det kvinnoförtryck som den nutida kulturen genererar.
Förslag från bland annat mansrörelsen om att klassa misandri som ett hatbrott sägs enligt vissa baseras på missuppfattningen att vi redan nått ett jämställt samhälle. Även män drabbas visserligen i hög utsträckning av våld i nära relationer, men misandrin stöttas inte av en religiös och kulturell tradition som i årtusenden hävdat att män står över kvinnor. Män gynnas fortfarande av sin i genomsnitt större fysiska styrka, vilket bland annat lett till en större mängd manliga än kvinnliga våldsverkare, men i yrkesliv och sociala sammanhang anses vissa privilegier numera snarare väga till kvinnors fördel. Detta gäller enligt vissa bland annat inom akademin, en värld där kvinnlig övervikt i många länder numera är påtaglig. Flera studier har också visat att både män och kvinnor ofta ägnar sig åt "positiv" könsdiskriminering, där ansökningar med kvinnliga namn behandlas mer gynnsamt oavsett andra kvalifikationer.

## Liknande begrepp
Det motsvarande fenomenet med hat eller starka fördomar mot kvinnor kallas misogyni. Mer allmänna åsikter om att kvinnor skulle vara bättre människor än män kallas för kvinnochauvinism, idén att män skulle vara bättre människor än kvinnor manschauvinism. Åtminstone den senare modellen anses ofta sammankopplad med sexismen och dess diskriminering.